# وند أباد (همبرات)
وند أباد (بالفارسية: وندآباد) هي قرية تقع في إيران في قسم همبرات الريفي. يقدر عدد سكانها بـ 10 نسمة بحسب إحصاء 2016.